# تقسيم الدولة العثمانية
كان تقسيم الدولة العثمانية (مابين هدنة مودروس في 30 أكتوبر 1918 - إلى إلغاء السلطنة العثمانية في 1 نوفمبر 1922) حدثًا جيوسياسيًا جرى بعد الحرب العالمية الأولى واحتلال إسطنبول من القوات البريطانية والفرنسية والإيطالية في نوفمبر 1918. تم التخطيط للتقسيم في عدة اتفاقيات أبرمتها قوات الحلفاء منذ بداية الحرب العالمية الأولى، ولا سيما اتفاقية سايكس بيكو، بعد انضمام الدولة العثمانية إلى التحالف العثماني الألماني. تم تقسيم التجمع الهائل للأراضي والشعوب التي كانت تشكل السلطنة العثمانية إلى عدة دول جديدة. وكانت الدولة العثمانية الدولة الإسلامية الرائدة من الناحية الجيوسياسية والثقافية والأيديولوجية. وأدى تقسيمها بعد الحرب إلى سيطرة القوى الغربية مثل بريطانيا وفرنسا على الشرق الأوسط، فشهدت إنشاء العالم العربي الحديث وجمهورية تركيا. جاءت مقاومة تأثير هذه القوى من الحركة الوطنية التركية لكنها لم تنتشر في دول ما بعد العثمانية الأخرى إلا بعد فترة إنهاء الاستعمار السريع بعد الحرب العالمية الثانية.
يُعتقد أن الإنشاء العنيف في بعض الأحيان لمحميات في العراق وفلسطين، وتقسيم سوريا على أسس طائفي، كان جزءًا من إستراتيجية أكبر لضمان التوتر في الشرق الأوسط ، وبالتالي استلزم دور القوى الاستعمارية الغربية ( في ذلك الوقت كانت بريطانيا وفرنسا وإيطاليا) وسطاء سلام وموردي أسلحة. منحت عصبة الأمم الانتداب الفرنسي على سوريا ولبنان، والانتداب البريطاني على بلاد ما بين النهرين (فيما بعد العراق) والانتداب البريطاني على فلسطين، الذي ضم قسرا شرق الأردن لمدة عامين ثم عاد ليفصلها مجددا إلى فلسطين الإنتدابية وإمارة شرق الأردن (1921-1946). انتقلت ممتلكات الدولة العثمانية في شبه الجزيرة العربية إلى مملكة الحجاز والتي سُمح لسلطنة نجد (السعودية اليوم) بضمها، والمملكة المتوكلية اليمنية. تم ضم ممتلكات السلطنة على الشواطئ الغربية للخليج العربي إلى السعودية (الأحساء والقطيف)، أو بقيت محميات بريطانية (الكويت والبحرين وقطر) وأصبحت دولًا على الخليج العربي.
بعد الانهيار الكامل للحكومة العثمانية، اجبر ممثلوها على توقيع معاهدة سيفر سنة 1920، والتي كانت ستقسم الكثير من أراضي تركيا الحالية بين فرنسا والمملكة المتحدة واليونان وإيطاليا. إلا أن حرب الاستقلال التركية فرضت على القوى الأوروبية العودة إلى طاولة المفاوضات والاتفاق على معظم القضايا الإقليمية مرة أخرى. فصادق الأوروبيون مع مجلس الأمة التركي الكبير على معاهدة لوزان الجديدة في 1923، التي حلت محل معاهدة سيفر المذلة. ولكن بقيت مسألة النزاع على الموصل بين المملكة العراقية وجمهورية تركيا واحدة من المشاكل التي لم يحسم أمرها إلا سنة 1926 داخل عصبة الأمم. وتعرض الشام للتقسيم بين بريطانيا وفرنسا حسب اتفاقية سايكس بيكو. شجع إعلان بلفور الحركة الصهيونية العالمية بالتحرك لإقامة وطن لليهود في فلسطين. أما روسيا فقد كانت جزءًا من الوفاق الثلاثي، إلا أنها أبرمت اتفاقيات زمن الحرب منعتها من المشاركة في تقسيم الدولة العثمانية بعد الثورة الروسية. واعترفت معاهدة سيفر بتفويض عصبة الأمم الجديد في المنطقة واستقلال اليمن والسيادة البريطانية على قبرص.

## الخلفية

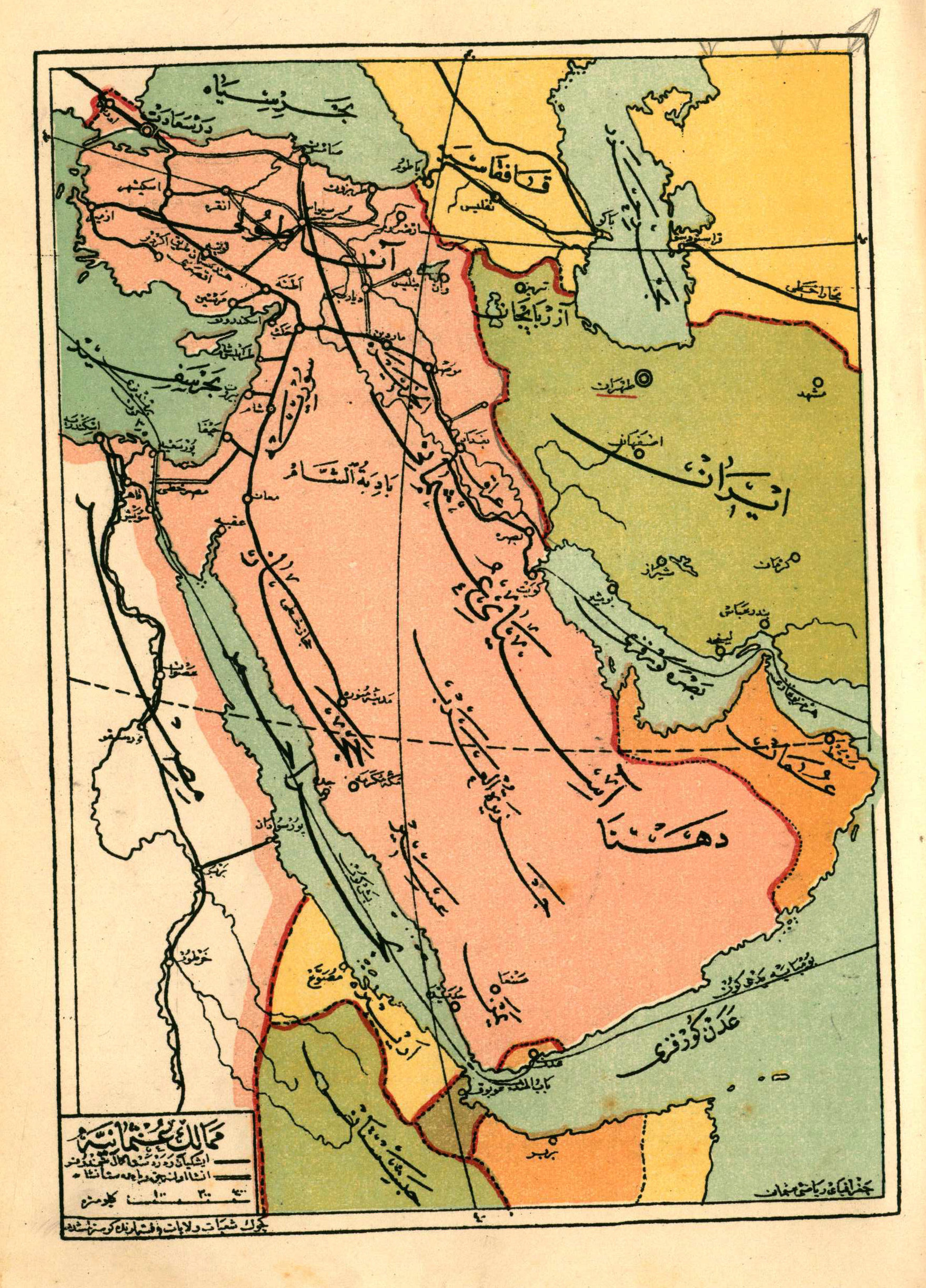
الولايات العثمانية سنة 1914.

لطالما اعتقدت القوى الغربية أنها ستهيمن بالنهاية على المنطقة التي كانت تحكمها حكومة مركزية ضعيفة للدولة العثمانية. وكان من المنتظر من بريطانيا الدخول في هذا الصراع لأنها بحاجة إلى تأمين المنطقة بسبب موقعها الاستراتيجي باتجاه إلى مستعمرة الهند، وقد قيدت نفسها في صراع مع روسيا من أجل التأثير الإمبريالي المعروف باسم اللعبة الكبرى. إلا أن تلك القوى قد اختلفت أهدافها بعد الحرب فعقدت عدة اتفاقيات ثنائية وثلاثية.

## الانتداب الفرنسي
أصبحت سوريا ولبنان تحت الحماية الفرنسية (تم تغطيتها بأنها انتداب من عصبة الأمم). قوبلت السيطرة الفرنسية على الفور بالمقاومة المسلحة، وللقضاء على القومية العربية، قسمت فرنسا منطقة الانتداب إلى لبنان وأربع دول فرعية التي اتحدت فيما بعد مكونة سوريا.

### انتداب سوريا
مقارنة بولاية لبنان ، كان الوضع في سوريا أكثر فوضوية. ويمكن تقسيم الانتداب إلى عدة مراحل تاريخية:
- الاتحاد السوري، وهو اعلان المملكة العربية السورية ثم معركة ميسلون التي افضت إلى دخول القوات الفرنسية، ثم
- تقسيم البلاد سنة 1920 وإخضاعها للحكم المباشر.
- الوحدة بين دمشق وحلب (بما في ذلك سنجق الإسكندرونة) في الدولة السورية سنة 1925.
- الثورة السورية الكبرى بعد انتخابات الجمعية التأسيسية التي وضعت دستور عام 1930 الذي أعلنت بموجبه الجمهورية السورية الأولى.
- ثم الإضراب الستيني الذي أفضى أواخر عهد محمد علي العابد إلى وحدة البلاد ومعاهدة الاستقلال، غير أن فصل لواء إسكندرون واحتجاجات 1939 وكذلك الحرب العالمية الثانية أدت إلى توقيف العمل بالدستور وإعادة البلاد للحكم المباشر، وقد خضعت البلاد لحكومة فيشي حتى عام 1941 حين سيطر عليها الحلفاء، وأعلن شارل ديغول استقلالها وإعادة العمل بالدستور، وبعد الحرب العالمية الثانية أدت انتفاضة الاستقلال إلى تحقيق جلاء الفرنسيين عن كامل التراب السوري.

### انتداب لبنان
كان لبنان الكبير هو اسم أطلقته فرنسا على الإقليم الذي أنشأته غرب مدينة دمشق. فقد كانت موجودة بين 1 سبتمبر 1920 و 23 مايو 1926. حيث اقتطعت فرنسا أراضيها من كتلة بلاد الشام (بتكليف من عصبة الأمم) من أجل خلق «ملاذ آمن» للسكان المسيحيين الموارنة. حصل الموارنة على حكمهم الذاتي وحصلوا على مركزهم في لبنان المستقل سنة 1943.
بدأ التدخل الفرنسي نيابة عن الموارنة بامتيازات من الدولة العثمانية، والاتفاقات المبرمة خلال القرن السادس عشر إلى القرن التاسع عشر. وفي سنة 1866 قاد يوسف بك كرم الانتفاضة المارونية في جبل لبنان، فوصلت قوة بحرية فرنسية للمساعدة حيث وجهت تهديدات ضد متصرفها داود باشا، وبعد ذلك نقل كرم إلى بر الأمان.

## الانتداب البريطاني
تمكن البريطانيون من انتداب ثلاثة أقاليم. فقد نصبت الأمير فيصل بن الحسين أحد أبناء الشريف حسين ملكا على العراق. أما شرق الأردن فقد منحت عرشه لإبن الشريف الآخر عبد الله. وضعت فلسطين المنتدبة تحت الإدارة البريطانية المباشرة، وسُمح لليهود بالهجرة والاستيطان فيها تحت الحماية البريطانية. سقطت معظم شبه الجزيرة العربية أمام حليف بريطاني آخر هو ابن سعود الذي أنشأ المملكة العربية السعودية سنة 1932.

### انتداب العراق
بموجب اتفاقية سايكس بيكو لسنة 1916 أعطيت الموصل لفرنسا، ولكن ضمتها بريطانيا لاحقًا بموجب اتفاقية كليمنصو-لويد جورج سنة 1918. ولكن حدث اشكالية بين بريطانيا العظمى وتركيا في مطالبة الأخيرة بولاية الموصل العثمانية في عقد 1920. بموجب معاهدة لوزان خضعت الموصل سنة 1923 للانتداب البريطاني على العراق. إلا أن الجمهورية التركية الجديدة ادعت أن الولاية هي جزء من معقلها التاريخي. ذهبت لجنة من عصبة الأمم مؤلفة من ثلاثة أشخاص إلى المنطقة في 1924 لدراسة الحالة وأوصت سنة 1925 بأن تظل الموصل مرتبطة بالعراق، وعلى المملكة المتحدة أن تبقي منتدبة لـ 25 عامًا أخرى لضمان الحقوق المستقلة للسكان الكرد. ولكن رفضت تركيا هذا القرار. ومع ذلك فقد عقدت بريطانيا والعراق وتركيا اتفاقا في 5 يونيو 1926 الذي خضع في معظمه لقرار مجلس عصبة الأمم. لذلك بقيت الموصل تحت الانتداب البريطاني للعراق حتى نيل استقلاله في سنة 1932 بناءً على طلب الملك فيصل، على الرغم من أن البريطانيين احتفظوا بقواعد عسكرية وحق العبور لقواتهم في البلاد.

### انتداب فلسطين

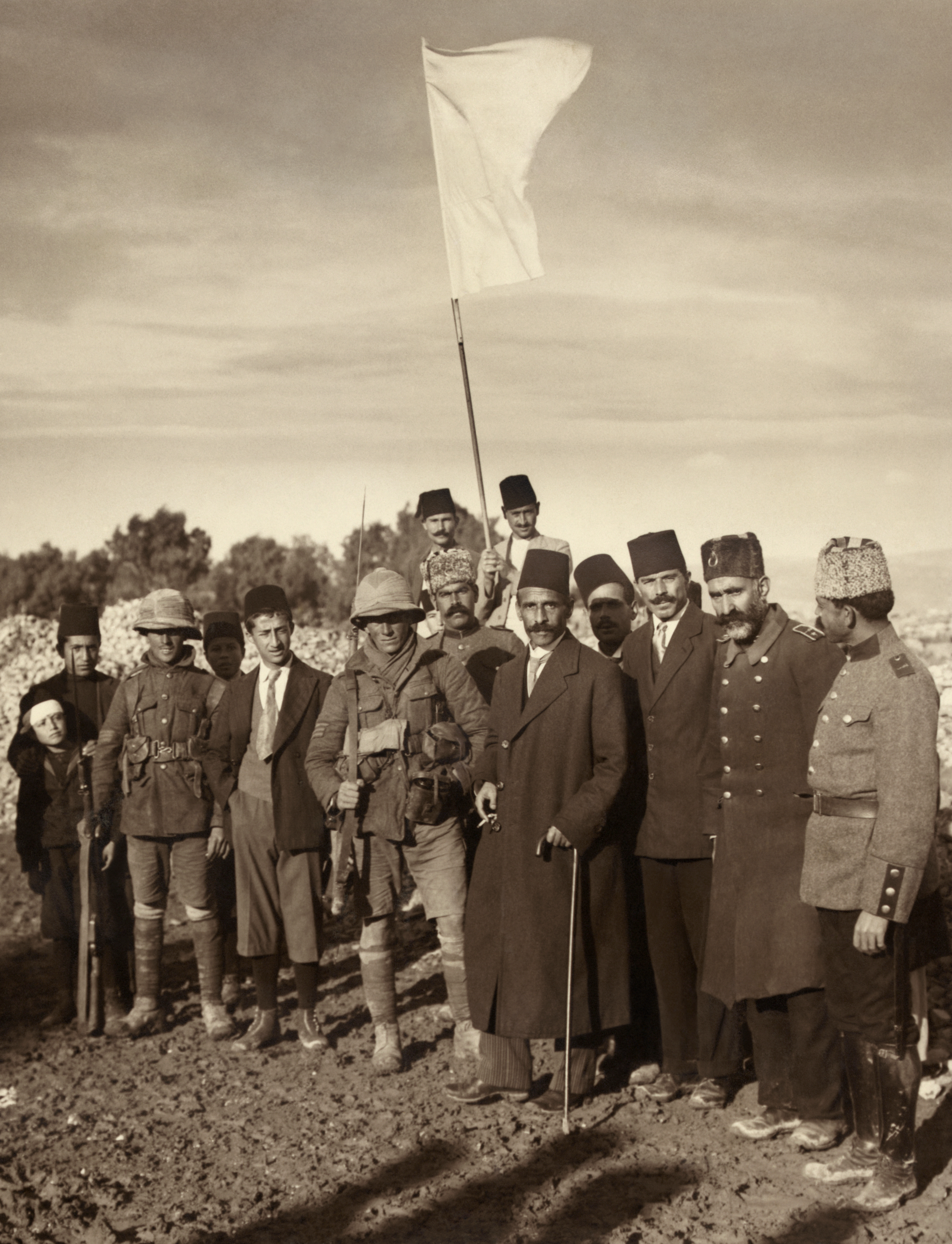
استسلام القدس للبريطانيين في 9 ديسمبر 1917 بعد معركة القدس

أصدرت بريطانيا خلال الحرب العظمى ثلاثة بيانات متناقضة، ولكن متوافقة فيما يتعلق بطموحاتهم لفلسطين. فقد دعمت بريطانيا من خلال ضابط المخابرات البريطاني ت. إ. لورنس (المعروف أيضًا باسم لورانس العرب) على إنشاء دولة عربية موحدة تغطي مساحة كبيرة من الشرق الأوسط العربي مقابل الحصول على دعم عربي للبريطانيين خلال الحرب. شجع إعلان بلفور لسنة 1917 طموحات اليهود في إقامة وطن قومي. أخيرًا وعد البريطانيون عبر مراسلات حسين مكماهون بأن الأسرة الهاشمية سيكون لها السيادة على معظم الأراضي في المنطقة مقابل دعمها للثورة العربية الكبرى.
أدت الثورة العربية التي دبرها لورنس جزئيًا إلى هزيمة القوات العثمانية سنة 1917 أمام القوات البريطانية بقيادة الجنرال إدموند ألنبي في حملة سيناء وفلسطين واحتلال فلسطين وسوريا. وقد حكم البريطانيين تلك الأراضي إلى نهاية الحرب.
مُنِحَت للمملكة المتحدة السيطرة على فلسطين من خلال مؤتمر فرساي للسلام الذي أنشأ عصبة الأمم سنة 1919. أما هربرت صموئيل مدير عام البريد السابق في مجلس الوزراء البريطاني الذي كان له دور فعال في صياغة وعد بلفور، فقد عين أول مفوض سامي في فلسطين. وفي 1920 بمؤتمر سان ريمو في إيطاليا أعطي لبريطانيا انتداب عصبة الأمم على فلسطين. وفي 1923 نقلت بريطانيا جزءًا من مرتفعات الجولان إلى الانتداب الفرنسي لسوريا مقابل منطقة المطلة.

## حركات الاستقلال
عندما غادر العثمانيون أعلن العرب دولة مستقلة في دمشق، لكنهم كانوا أضعف من أن يقاوموا عسكريًا واقتصاديًا القوى الأوروبية لفترة طويلة، وسرعان ما استعادت بريطانيا وفرنسا السيطرة.
خلال عشرينيات وثلاثينيات القرن الماضي تحرك العراق وسوريا ومصر نحو الاستقلال، على الرغم من أن البريطانيين والفرنسيين لم يغادروا المنطقة رسميًا إلا بعد الحرب العالمية الثانية. لكن في فلسطين خلقت القوى المتصارعة بين القومية العربية والصهيونية وضعاً لم يستطع البريطانيون حله أو التخلص منه. أدى صعود النازية إلى السلطة في ألمانيا إلى ظهور إلحاح جديد في السعي الصهيوني لإنشاء دولة يهودية في فلسطين، مما أدى إلى الصراع الإسرائيلي الفلسطيني.

### الجزيرة العربية
في شبه الجزيرة العربية، تمكن العرب من إنشاء عدة دول مستقلة. ففي 1916 أسس الحسين بن علي شريف مكة مملكة الحجاز، وتحولت إمارة الرياض إلى سلطنة نجد. وفي 1926 شكلت مملكة نجد والحجاز، وأصبحت في 1932 المملكة العربية السعودية. أما المملكة المتوكلية اليمنية فقد أصبحت مستقلة في 1918، بينما أصبحت الدول العربية في الخليج العربي محميات بريطانية بحكم الأمر الواقع مع بعض الاستقلالية الداخلية.

### الأناضول
قدم كل من الروس والبريطانيين والإيطاليين والفرنسيين واليونانيين والآشوريين والأرمن مطالباتهم بالأناضول، بناءً على مجموعة من الوعود في زمن الحرب والأعمال العسكرية والاتفاقيات السرية والمعاهدات. ووفقًا لمعاهدة سيفر كان بإمكان الجميع نيل رغباتهم عدا الآشوريين. وكان من المقرر أن تُمنح أرمينيا جزءًا كبيرًا من الشرق، المعروفة باسم أرمينيا الويلسونية، وتمتد حتى منطقة بحيرة وان وإلى الغرب حتى موش، كان من المقرر أن تُمنح أزمير إلى اليونان والمنطقة المحيطة بها (ومن المحتمل أن تكون قد نالت إسطنبول وكل تراقيا، التي كانت تدار كأراضي خاضعة للسيطرة الدولية منزوعة السلاح)، كان من المقرر منح إيطاليا السيطرة على الساحل الجنوبي الأوسط والغربي للأناضول حول أنطاليا، ومنح فرنسا منطقة قيليقية، وبريطانيا تنال كل المنطقة الواقعة جنوب أرمينيا. على النقيض من ذلك تخلت معاهدة لوزان عن جميع الترتيبات وضم الأراضي.

### جمهورية جنوب غرب القوقاز
كانت جمهورية جنوب غرب القوقاز كيانًا تأسس على الأراضي الروسية في سنة 1918، بعد انسحاب القوات العثمانية إلى حدود ما قبل الحرب العالمية الأولى نتيجة لهدنة مودروس. كان لديها حكومة مؤقتة مستقلة اسميا برئاسة فخر الدين بيريوغلو ومقرها في قارص.
بعد اندلاع القتال بينها وبين كل من جورجيا وأرمينيا، احتل المفوض السامي البريطاني الأدميرال سومرست آرثر غوف كالثورب قارص في 19 أبريل 1919، وألغى برلمانها واعتقل 30 من أعضاء حكومتها. ووضع المقاطعة تحت الحكم الأرمني.

### أرمينيا

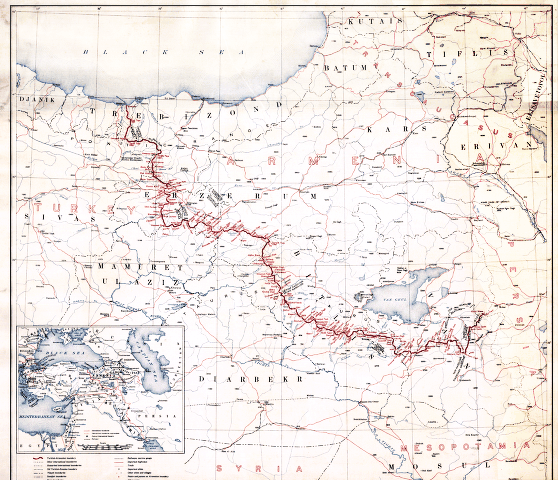
أرمينيا الويلسونية حسب معاهدة سيفر

في السنوات الأخيرة من الحرب العالمية الأولى، أنشأ الأرمن في روسيا حكومة مؤقتة في جنوب غرب الإمبراطورية الروسية. أدت النزاعات العسكرية بين الأتراك والأرمن خلال الحرب وبعدها في النهاية إلى ترسيم حدود دولة أرمينيا.

#### إدارة أرمينيا الغربية
في أبريل 1915 دعمت روسيا إنشاء الحكومة الأرمنية المؤقتة بقيادة الحاكم الروسي الأرمني آرام مانوكيان، زعيم المقاومة في الدفاع عن وان. كانت حركة التحرر الوطنية الأرمينية تأمل في إمكانية تحرير أرمينيا من النظام العثماني مقابل مساعدة الجيش الروسي. ولكن كان لدى النظام القيصري اتفاق سري في زمن الحرب مع الوفاق الثلاثي حول المصير النهائي للعديد من مناطق الأناضول، المسماة اتفاقية سايكس بيكو. تم الإعلان عن هذه الخطط من قبل الثوار الأرمن في 1917 لكسب دعم الجمهور الأرميني.
في غضون ذلك أصبحت الحكومة المؤقتة أكثر استقرارًا مع انتقال المزيد من الأرمن إلى أراضيها. ففي سنة 1917 انتقل 150,000 أرمني إلى مقاطعات أرضروم وبدليس وموش ووان. وطالب أرمين غارو (المعروف باسم كاريكين باسترماشيان) وزعماء أرمن آخرين بنقل الجنود الأرمن في المسرح الأوروبي إلى جبهة القوقاز.
تركت الثورة الروسية الجبهة في شرق تركيا في حالة تغير مستمر. ففي ديسمبر 1917 تم التوقيع على هدنة من قبل ممثلي الدولة العثمانية ومفوضية جنوب القوقاز. ومع ذلك بدأ العثمانيون في تعزيز جيشهم الثالث على الجبهة الشرقية. وبدأ القتال في منتصف فبراير 1918. فاضطر الأرمن تحت ضغط شديد من الجيش العثماني والقوات الكردية غير النظامية إلى الانسحاب من أرزنجان إلى أرضروم ثم إلى قارص، وفي النهاية خرجوا من قارص في 25 أبريل. كرد فعل على التقدم العثماني تغيرت مفوضية جنوب القوقاز إلى اتحاد جنوب القوقاز قصير العمر؛ أدى تفككها إلى تشكيل الأرمن جمهورية أرمينيا الديمقراطية في 30 مايو 1918. وقد قلصت معاهدة باطومي الموقعة في 4 يونيو من الجمهورية الأرمينية إلى مساحة 11,000 كم².

#### أرمينيا الويلسونية
في مؤتمر باريس للسلام 1919 طالب الشتات الأرمني والاتحاد الثوري الأرمني بأن أرمينيا التاريخية، المنطقة التي كانت خارج سيطرة الدولة العثمانية مابين 1915 إلى 1918 يجب أن تكون جزءًا من جمهورية أرمينيا الديمقراطية. واستنادا إلى مبادئ خطاب وودرو ويلسون «النقاط الأربع عشرة»، أصر أرمن الشتات بأن أرمينيا لديها القدرة على السيطرة على أراضيها، على أساس السيطرة التي تأسست بعد الثورة الروسية. كما ذكر الأرمن بأن السكان المهيمنين في المنطقة أصبحوا أكثر أرمنية مع انتقال السكان الأتراك إلى المقاطعات الغربية. وأضاف بوغوص نوبار رئيس الوفد القومي الأرمني:«في القوقاز ساهم أكثر من 40,000 من متطوع في تحرير جزء من الولايات الأرمنية، دون ذكر 150 ألف أرمني في الجيش الإمبراطوري الروسي، الذين عرضوا تحت قيادة قادتهم أندرانيك ونازربيكوف وحدهم من بين شعوب القوقاز مقاومة الجيوش التركية، منذ بداية الانسحاب البلشفي وحتى توقيع الهدنة». وقد وافق المؤتمر على اقتراحه بأن جمهورية أرمينيا الديمقراطية يجب أن تتوسع إلى شرق تركيا الحالية.

### جورجيا
بعد سقوط الإمبراطورية الروسية أصبحت جورجيا جمهورية مستقلة وسعت إلى الحفاظ على سيطرتها على باطومي وكذلك أرداهان وأرتفين وأولتو، وهي المناطق ذات العناصر الجورجية المسلمة، استولت عليها روسيا من العثمانيين في 1878. احتلت القوات العثمانية الأراضي المتنازع عليها بحلول يونيو 1918 ، مما أجبر جورجيا على التوقيع على معاهدة باطومي. بعد زوال السلطة العثمانية استعادت جورجيا أرداهان وأرتفين من الميليشيات الإسلامية المحلية في 1919، واستعادت باطوم من الإدارة البريطانية لتلك المدينة البحرية في 1920. وطالبت ولكنها لم تحاول أبدًا السيطرة على أولتو، التي تنازعت عليها أرمينيا أيضًا. شنت روسيا السوفيتية وتركيا هجومًا شبه متزامن على جورجيا في فبراير ومارس 1921، مما أدى إلى إعادة ترتيب إقليمي جديد تم الانتهاء منه في معاهدة قارص، والتي بقيت باطومي بموجبها داخل حدود جورجيا السوفيتية الآن، في حين تم الاعتراف بأرداهان وأرتفين على أنهما أجزاء من تركيا.

## الاحتلال

### روسيا
في مارس 1915 أخبر وزير خارجية الإمبراطورية الروسية سيرجي سازونوف السفيرين البريطاني والفرنسي جورج بوكانان وموريس باليولوج أن التسوية الدائمة بعد الحرب يتطلب حيازة روسيا لمدينة القسطنطينية والشاطئ الغربي لمضيق البوسفور وبحر مرمرة والدردنيل وكذلك جنوب تراقيا حتى خط إنوس-ميديا، وجزء من الساحل الآسيوي بين مضيق البوسفور ونهر صقاريا ونقطة يتم تحديدها على شاطئ خليج إزميد. وقد نشرت صحيفة إزفيستيا الروسية اتفاقية القسطنطينية في نوفمبر 1917 لكسب دعم الشعب الأرمني للثورة الروسية. ومع ذلك فقد انهت الثورة المذكورة الخطط الروسية تمامًا.

### المملكة المتحدة
أدت سيطرة البريطانيون على مضيق مرمرة إلى احتلال اسطنبول بمساعدة فرنسية في الفترة من 13 نوفمبر 1918 إلى 23 سبتمبر 1923. وبعد حرب الاستقلال التركية وتوقيع معاهدة لوزان غادرت القوات المنطقة.

### إيطاليا
بموجب اتفاقية سانت جان دي مورين لسنة 1917 بين فرنسا وإيطاليا والمملكة المتحدة، كان من المقرر أن تنال إيطاليا على كل جنوب غرب الأناضول باستثناء منطقة أضنة، ومن ضمنها إزمير. ولكن حصل رئيس الوزراء اليوناني إلفثيريوس فينيزيلوس في 1919 على إذن من مؤتمر باريس للسلام لاحتلال إزمير متجاوزًا بنود الاتفاقية.

### فرنسا
بموجب اتفاقية سايكس بيكو السرية لسنة 1916 حصل الفرنسيون على هاتاي ولبنان وسوريا وأعربوا عن رغبتهم في جزء من جنوب شرق الأناضول. خصصت اتفاقية سانت جان دي مورين 1917 بين فرنسا وإيطاليا والمملكة المتحدة لفرنسا منطقة أضنة.
احتل الجيش الفرنسي إلى جانب البريطانيين أجزاء من الأناضول من 1919 إلى 1921 في الحرب الفرنسية التركية، ومنها مناجم الفحم والسكك الحديدية وموانئ البحر الأسود في زونغولداق وكارادنيز أرغلي واسطنبول وأوزونكوبرو في تراقيا الشرقية وقيليقية. انسحبت فرنسا في نهاية المطاف من كل هذه المناطق بعد هدنة مودانيا، ومعاهدة أنقرة ومعاهدة لوزان.

### اليونان

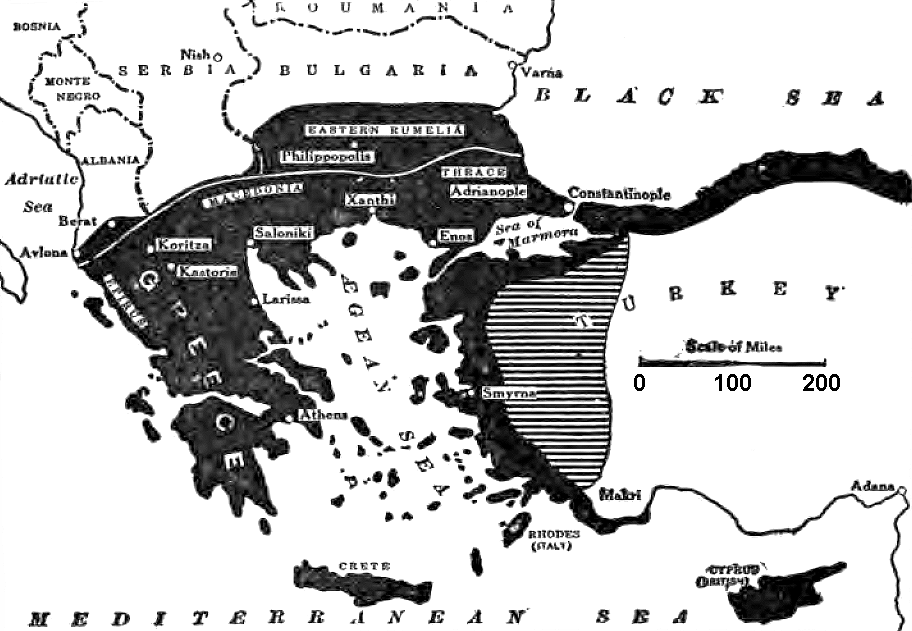
المطالب اليونانية في مؤتمر باريس للسلام

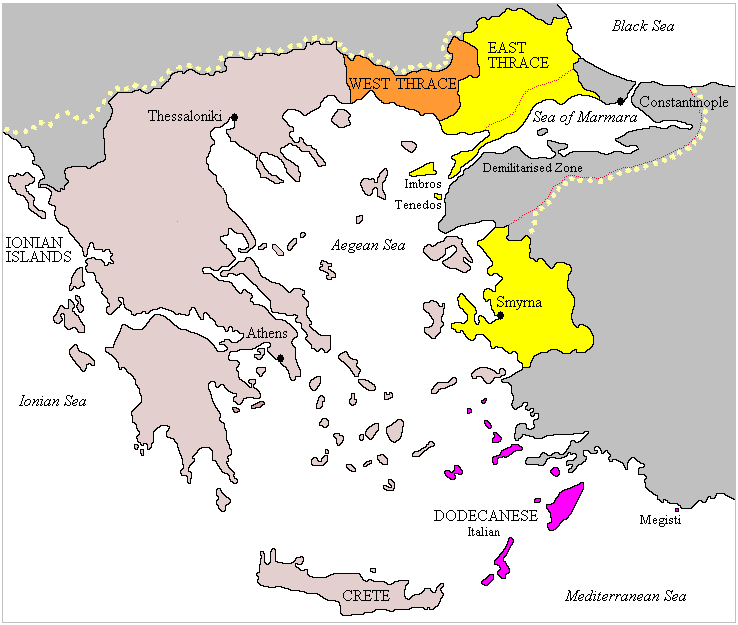
حدود اليونان حسب معاهدة سيفر

وعد الحلفاء الغربيون ولا سيما رئيس الوزراء البريطاني ديفيد لويد جورج اليونان بمكاسب إقليمية على حساب الدولة العثمانية إذا دخلت اليونان الحرب إلى جانب الحلفاء. تضمنت الأراضي الموعودة تراقيا الشرقية وجزر إمبروس (جوكسيادا) وتينيدوس (بوزكادا) وأجزاء من غرب الأناضول حول مدينة إزمير.
وفي مايو 1917 بعد نفي قسطنطين الأول من اليونان، عاد رئيس الوزراء اليوناني إلفثيريوس فينيزيلوس إلى أثينا وتحالف مع الوفاق. بدأت القوات العسكرية اليونانية (على الرغم من تقسيمها بين مؤيدي الملكية وأنصار فينيزيلوس) في المشاركة في العمليات العسكرية ضد الجيش البلغاري على الحدود. في نفس العام وُعدت إزمير بإيطاليا بموجب اتفاقية سان جان دي موريان بين فرنسا وإيطاليا والمملكة المتحدة.
في مؤتمر باريس للسلام 1918 بناءً على وعود الحرب، ضغط فينيزيلوس بقوة من أجل توسيع هيلاس (فكرة ميغالي) التي من شأنها أن تشمل المجتمع الصغير الناطق باليونانية في أقصى جنوب ألبانيا، المجتمع الأرثوذكسي الناطق باليونانية في تراقيا (بما في ذلك إسطنبول) والجماعة الأرثوذكسية في آسيا الصغرى. وفي 1919 على الرغم من المعارضة الإيطالية، حصل اليونان على إذن من مؤتمر باريس للسلام 1919 لاحتلال إزمير.

## حرب الاستقلال التركية (1919–1922)
خلال سنوات 1918 و 1923 أجبرت حركات المقاومة التركية بقيادة مصطفى كمال أتاتورك اليونانيين والأرمن على الخروج من الأناضول، بينما لم يؤسس الإيطاليون أي وجود لهم. كما قمع الثوار الأتراك المحاولات الكردية للاستقلال في عشرينيات القرن الماضي. وبعد سيطرة المقاومة التركية على الأناضول لم يكن هناك أمل في تنفيذ شروط معاهدة سيفر.
قبل الانضمام إلى الاتحاد السوفيتي وقعت جمهورية أرمينيا الديمقراطية معاهدة ألكسندروبول في 3 ديسمبر 1920 بالموافقة على الحدود الحالية بين البلدين، على الرغم من أن الحكومة الأرمينية قد انهارت بالفعل بسبب الغزو السوفيتي المتزامن في 2 ديسمبر. بعد ذلك أصبحت أرمينيا جزءًا لا يتجزأ من الاتحاد السوفيتي. تمت المصادقة على هذه الحدود مرة أخرى بموجب معاهدة موسكو (1921)، حيث تنازل البلاشفة عن مقاطعات قارص وإغدير وأردهان وأرتوين التي احتلتها تركيا مقابل منطقة أجاريا وعاصمتها باتومي.
صدقت تركيا والاتحاد السوفيتي المشكل حديثًا جنبًا إلى جنب مع جمهورية أرمينيا الاشتراكية السوفيتية والجمهورية الجورجية الاشتراكية السوفياتية، على معاهدة قارص في 11 سبتمبر 1922 لإنشاء الحدود الشمالية الشرقية لتركيا وإحلال السلام في المنطقة، على الرغم من عدم وجود أي منها. كونها معترف بها دوليًا في ذلك الوقت. أخيرًا معاهدة لوزان الموقعة في 1923 التي أنهت رسميًا جميع الأعمال العدائية وأدت إلى إنشاء الجمهورية التركية الحديثة.